# Río Cazones
Le Río Cazones est un fleuve s'écoulant dans l'État de Puebla et dans le nord de l'État de Veracruz. Il prend sa source dans le massif montagneux de la Sierra Madre orientale, dans l'État de Puebla, et se jette dans le golfe du Mexique.

## Géographie
Le fleuve prend sa source dans la municipalité de Tulancingo, dans l'État de Puebla, à une altitude de 2880 mètres, passe par la ville de Poza Rica, dans l'État de Veracruz, pour se jeter dans le golfe du Mexique, à hauteur de la ville de Barra de Cazones.